# Belding
Belding é uma cidade localizada no estado americano de Michigan, no Condado de Ionia.

## Demografia
Segundo o censo americano de 2000, a sua população era de 5877 habitantes. 
Em 2006, foi estimada uma população de 5870, um decréscimo de 7 (-0.1%).

## Geografia
De acordo com o United States Census Bureau tem uma área de 
12,6 km², dos quais 12,2 km² cobertos por terra e 0,4 km² cobertos por água. Belding localiza-se a aproximadamente 236 m acima do nível do mar.

## Localidades na vizinhança
O diagrama seguinte representa as localidades num raio de 20 km ao redor de Belding. 